# Maże
Maże (niem. Maschen) – wieś w Polsce położona w województwie warmińsko-mazurskim, w powiecie ełckim, w gminie Kalinowo, przy drodze wojewódzkiej nr 661.
| SIMC    | Nazwa  | Rodzaj    |
| ------- | ------ | --------- |
| 1045223 | Kowale | część wsi |

W latach 1975–1998 miejscowość administracyjnie należała do województwa suwalskiego.